# Yamamoto Kansuke
Yamamoto Kansuke est un nom japonais traditionnel ; le nom de famille (ou le nom d'école), Yamamoto, précède donc le prénom (ou le nom d'artiste) Kansuke.
Yamamoto Kansuke (山本勘助, 1501-18 octobre 1561) était le chef stratège des 24 généraux de Shingen Takeda.

## Biographie

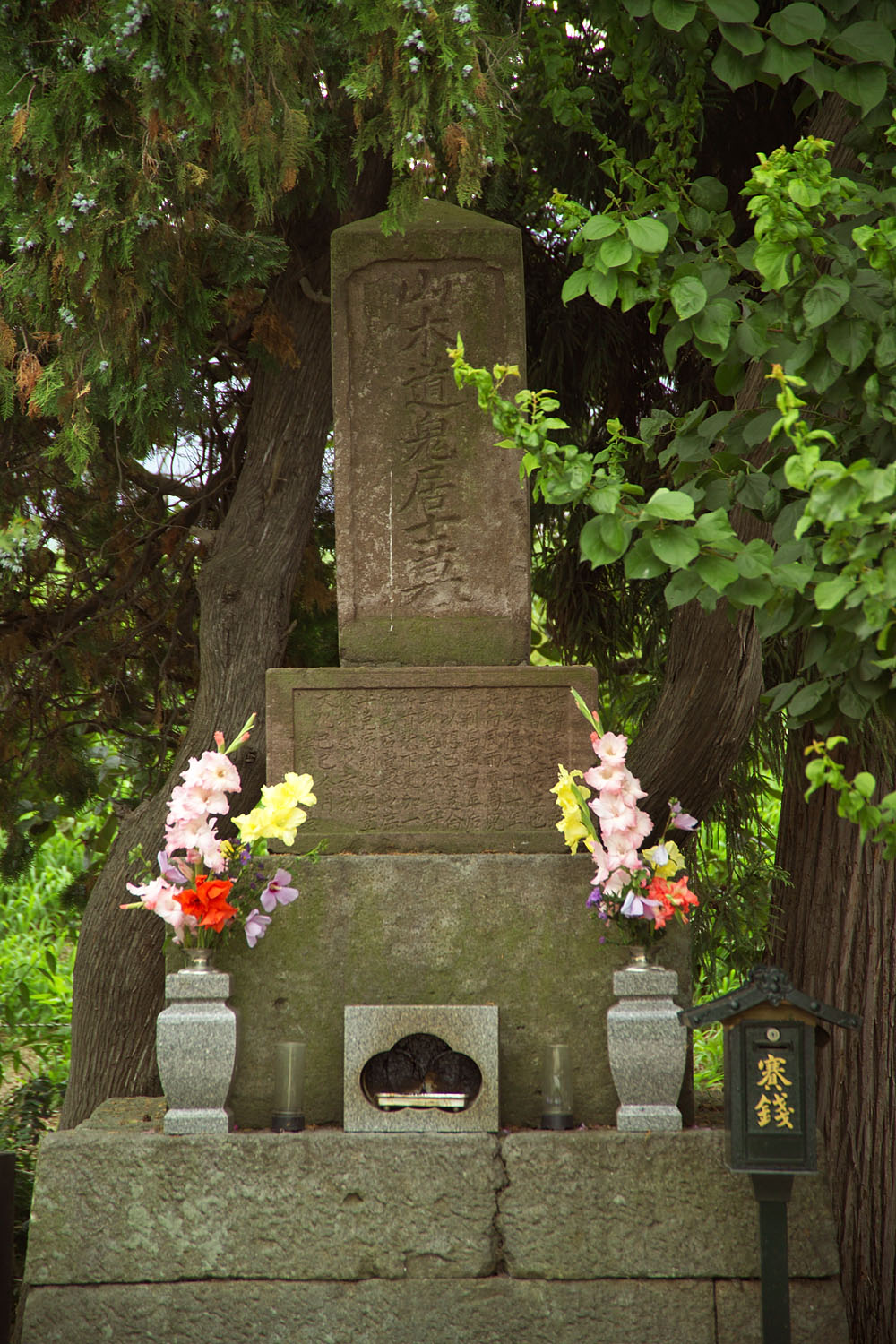
Tombe de Kansuke Yamamoto à Nagano.

Né Haruyuki Yamamoto dans la province de Mikawa, il prend le nom de Kansuke lorsqu'il se fait moine bouddhiste. Il devient vassal du clan Imagawa mais on l'y considère de peu de talent, car il était de faible constitution, aveugle d'un œil et boiteux. C'était néanmoins un guerrier féroce. Dans diverses œuvres d'art, il est dépeint tenant une naginata pour soutenir sa mauvaise jambe.
Présenté par Nobutaka Itagaki à Shingen Takeda, il impressionne tellement celui-ci qu'il lui donne sur le champ un fief de 1 000 koku, qui sera en 1551 augmenté à 4 000. Il prendra la même année le nom de Kansuke. Au fil du temps, Kansuke prend de l'importance auprès de Shingen, finissant par devenir son bras droit pour tout ce qui concerne les questions de stratégie, on raconte même que c'est lui qui a voulu que Harunobu devienne moine (c'est à ce moment qu'il devient Shingen Takeda).
C'était un brillant stratège, et il est particulièrement connu pour son plan qui a conduit à la victoire à la quatrième des batailles de Kawanakajima contre Kenshin Uesugi. Cependant, Yamamoto n'a pas vécu assez longtemps pour voir son plan couronné de succès : Kenshin évente son plan et Yamamoto, pensant que celui-ci avait échoué et que cela allait causer la chute de son seigneur, saisit une lance, charge les lignes ennemies et meurt au combat.
Le Heihō okugisho, traité de stratégie et de tactique attribué à Yamamoto, est inclus dans la chronique familiale des Takeda, le Kōyō gunkan. Dans ce texte, il traite particulièrement du comportement stratégique des guerriers individuels.

## Kansuke Yamamoto dans la culture populaire
Outre les nombreuses œuvres d'art diverses produites depuis l'époque d'Edo sur les 24 généraux de Shingen Takeda dont fait partie Yamamoto, il est le héros du film Furin kazan (traduit en français par Sous la bannière du samouraï), réalisé en 1969, par Hiroshi Inagaki avec Toshirō Mifune dans le rôle de Yamamoto. Il est également le héros du roman Fūrinkazan de Yasushi Inoue, traduit en français sous le titre Le Sabre des Takeda, adapté en drama sous le titre de Furin kazan (NHK). Dans le manga Sing Yesterday for me, l'un des personnages, Haru Nonaka, a un corbeau apprivoisé qu'elle a appelé Kansuke.